# Włoska robota (film 2003)
Włoska robota (ang. The Italian Job) – amerykański film sensacyjny z 2003 roku w reżyserii F. Gary’ego Graya, zrealizowany w koprodukcji międzynarodowej.

## Fabuła
Szajka złodziei pod wodzą Charliego Crokera kradnie w Wenecji złoto warte trzydzieści pięć milionów dolarów. Jeden z nich, Steve, próbuje zabić pozostałych i ucieka z łupem. Celem jego byłych wspólników staje się odnalezienie zdrajcy i zemsta. Pomaga im Stella, córka zabitego przez Steve’a kasiarza.

## Obsada[1]
- Mark Wahlberg jako Charlie Croker
- Edward Norton jako Steve Frazelli
- Charlize Theron jako Stella Bridger
- Seth Green jako Lyle
- Jason Statham jako "Przystojny Rob"
- Donald Sutherland jako ojciec Stelli (John Bridger)
- Christina Cabot jako Christina Griego
- Mos Def jako Half Ear
- Franky G jako mechanik
- Simon Rhee jako strażnik w opancerzonym samochodzie
- Yasiin Bey jako Gilligan "Left Ear"
- Julie Costello jako Becky